# Buchenberg (Hessen)
Buchenberg is een dorp in de gemeente Vöhl in het district Waldeck-Frankenberg in Hessen. Buchenberg ligt aan de Uerdinger Linie, in het traditionele Nederduitse gebied. Tot 1972 was Buchenberg een zelfstandige gemeente.